# Julius Richard Büchi
Julius Richard Büchi (1924 — 1984) foi um matemático e lógico suíço.
Obteve um doutorado em 1950, no Instituto Federal de Tecnologia de Zurique, orientado por Paul Bernays e Ferdinand Gonseth. Pouco tempo depois foi para a Universidade de Purdue, em West Lafayette, Indiana. Juntamente com seu primeiro aluno, Lawrence Landweber, teve grande influência sobre o desenvolvimento da ciência da computação teórica.
Juntamente com seu amigo Saunders Mac Lane, também aluno de doutorado de Paul Bernays, Büchi publicou diversas obras de destaque. Ele inventou o que é atualmente conhecido como o autômato de Büchi, uma máquina de estados finitos que aceita certas coleções de sequências infinitas de símbolos conhecida como Linguagem Omega-regular. O "problema dos n quadrados" conhecido também como problema de Büchi, é um problema ainda sem solução da teoria dos números, estreitamente relacionado com o décimo problema de Hilbert. Um de seus alunos foi Lawrence Landweber, que obteve um doutorado na Universidade de Purdue em 1967.

## Publicações selecionadas
- Finite Automata, Their Algebras and Grammars -- Towards a Theory of Formal Expressions. Published posthumously, Springer, New York 1989.
- Collected Works of J. Richard Büchi. Edited by Saunders Mac Lane and Dirk Siefkes. Springer, New York 1990.